# Campanula marchesettii
La campanula di Marchesetti (Campanula marchesettii Witasek, 1902) è una pianta appartenente alla famiglia delle Campanulacee.
Questa specie prende il nome da Carlo de' Marchesetti, botanico e naturalista triestino.

## Descrizione
La campanula di Marchesetti è una pianta perenne spontanea che si distingue dalle altre campanule per l'altezza, che raggiunge i 60 cm.
Ha il fusto dritto dal quale i fiori, di colore azzurro chiaro, partono in ogni direzione.
Le foglie scompaiono con la fioritura, che avviene nella stagione estiva.

## Distribuzione e habitat
La specie è diffusa in Italia (Appennino centrale), in Slovenia e in Croazia.